# Albert Ireton
Albert Ireton (Baldock, 15 maggio 1879 – Stevenage, 4 gennaio 1947) è stato un tiratore di fune e pugile britannico.

## Biografia
Ha partecipato ai giochi olimpici di Londra del 1908, dove ha vinto, con la squadra della City of London Police, la medaglia d'oro nel tiro alla fune, vincendo la finale con la squadra britannica della Liverpool Police.
Ha partecipato anche alla gara di pugilato nei pesi massimi, giungendo al quarto posto.

## Palmarès
In carriera ha conseguito i seguenti risultati:
- Giochi olimpici

Londra 1908: oro nel tiro alla fune.